# 呉亜終
呉 亜終（ご あちゅう、Wú Yàzhōng、? - 1869年）は、清末の延陵国の反乱の指導者。チワン族。
広西省新寧州出身。父の呉凌雲は広西省南西部で蜂起を行い「延陵国」を建国するが、清軍に包囲され、1863年に戦死した。呉亜終は包囲の突破に成功し、鎮安府の三台山を占領した。さらに霊山県の小張三と提携し、鎮安・帰順州を転戦した。しかし1868年4月に清軍の攻撃で帰順州は陥落し、小張三は戦死した。さらに6月には三台山も陥落したため、呉亜終はベトナムに逃れた。ベトナムの嗣徳帝は清の広西提督馮子材と連合してこれを攻めたため、1869年9月に呉亜終は戦死した。余党は劉永福の黒旗軍に参加する者が多かったという。